# Glypta tenuicornis
Glypta tenuicornis là một loài tò vò trong họ Ichneumonidae.